# Oligoneuriopsis
Oligoneuriopsis is een geslacht van haften (Ephemeroptera) uit de familie Oligoneuriidae.

## Soorten
Het geslacht Oligoneuriopsis omvat de volgende soorten:
- Oligoneuriopsis dobbsi
- Oligoneuriopsis elisabethae
- Oligoneuriopsis jessicae
- Oligoneuriopsis lawrencei
- Oligoneuriopsis skhounate